# Козацька балка
Козацька Ба́лка — ботанічний заказник місцевого значення в Україні. Розташований біля села Піщане Кропивницького району Кіровоградської області. 

## Загальна інформація
Площа 78 га. Територія має дуже почленований рельєф і займає мальовничу балку на правому березі річки Сугоклії. На схилах балки є численні виходи граніту, нерідко у вигляді кам'яних брил.
Наприкінці 2024 року, заказник «Булгаківська балка» було перейменовано на «Козацька балка».

## Флора
Рослинний покрив цих ділянок представлений петрофітними комплексами. Значне місце в них займає авринія скельна, яка привертає увагу своїм жовтим суцвіттям. Поруч можна бачити яскраво-жовті плями очитку їдкого і блідо-жовті суцвіття ендемічного виду — очитку Борисової. 
У розщілинах між камінням відмічені молодило руське і малопоширений у регіоні пухирник ламкий. Із чагарників трапляються карагана кущова, зрідка — мигдаль степовий і кизильник чорноплідний. Варто відмітити зростання на кам'янистих схилах тюльпану бузького і сону чорніючого, занесених до Червоної книги України. 
У рослинному покриві переважають степові угруповання, представлені ценозами типчаку, стоколосу безостого, тонконогу вузьколистого; зрідка трапляються ковилові угруповання. На нижніх частинах схилів у смузі чагарників найпоширеніші глід та терен, рідше трапляються жостір проносний, шипшина, бруслина європейська і бузина чорна.

## Фауна
У заказнику наявний цікавий фауністичний комплекс. Тут мешкають такі птахи, як жайворонок малий, щеврик польовий, чекан чорноголовий, дрізд співочий, просянка, куріпка сіра, перепел, одуд, сорока та інші. Із ссавців трапляються їжак звичайний, ховрах плямистий, лисиця звичайна. З плазунів відмічена гадюка степова — вид, занесений до Червоної книги України. 
Заказник «Булгаківська балка» має цінний природний комплекс з цікавими флористичним та фауністичним комплексами.